# آدلاید شمالی
آدلاید شمالی (به انگلیسی: North Adelaide) یک حومه شهر در استرالیا است که در City of Adelaide واقع شده‌است.